# M18 Hellcat
Le M18 Hellcat ou  76 mm Gun Motor Carriage M18 était un chasseur de chars développé par les États-Unis et utilisé au cours de la Seconde Guerre mondiale. Il fut l’engin chenillé le plus rapide de ce conflit.

## Historique
En décembre 1941, le War Ordnance Department lança un appel d’offres visant à fournir à l’US Army un chasseur de char rapide, monté sur suspension Christie, équipé du moteur Wright Continental R-975 et d’un canon de 37 mm.
À la suite des retours d’informations du front en Afrique du Nord, le canon retenu fut le M1 de 57 mm (prototype initial T49 GMC). Les prototypes de présérie furent équipés aussi du canon M3 de 75 mm (prototype T67 GMC) et du M1 de 76,2 mm (prototype T70 GMC) et c’est ce dernier qui fut choisi. La suspension Christie fut remplacée par une barre de torsion et, une fois le dessin standardisé en février 1943, la production fut lancée en juillet de cette année.
Le M18 GMC (Gun Motor Carriage) incorporait plusieurs nouveautés que les équipes de maintenance trouvaient très pratiques. Le moteur pouvait être démonté du véhicule en très peu de temps et placé sur la partie arrière du char afin d’y effectuer aisément sa maintenance. Il était ensuite réaccouplé à la boite de vitesses en 1 heure. Ce moteur était équipé de roues en acier permettant de le faire glisser facilement sur les rails du capot de son compartiment. Il en était de même pour la transmission.
Le T70, prototype du M18, combattit lors du débarquement d'Anzio en janvier 1944 et les M18 prirent part aux combats sur tous les fronts européens à partir de cette date. L'effectif du M18 sur le théâtre d'opérations européen varia de 146 en juin 1944 à un maximum de 540 en mars 1945. Les pertes s’élevèrent à 216 unités à la fin de la guerre.
Les M18 ont servi dans des bataillons de chasseurs de chars et dans d'autres unités soutenant les divisions d'infanterie de l'armée américaine dans les dernières étapes de la guerre du Pacifique, notamment aux Philippines et à Okinawa. Les bataillons de chasseurs de chars équipés du M18 qui ont servi sur le Théâtre d'opérations du Pacifique comprenaient les 637e, 670e et 671e, bien que seul le 637e ait combattu, participant notamment à la Bataille de Manille où il a obtenu une Presidential Unit Citation. Au cours de la Bataille d'Okinawa, le général Andrew Bruce, qui était alors commandant de la 77e division d'infanterie, relocalisa huit M18 pour rééquiper la compagnie antichar du 306e Régiment d'infanterie des États-Unis. Les M18 n'ont pas été délivrés aux unités du Corps des Marines.
Contrairement au M10 Wolverine, qui utilisait des composants du M4 Sherman, le Hellcat a été conçu dès le départ pour être un chasseur de char. Ainsi il était plus petit, plus léger et plus rapide que les M10 équipés du canon M7 de 76,2 mm. De plus, l’agencement interne était bien plus commode, donnant à ses 5 membres d’équipage et à ses munitions un espace important.

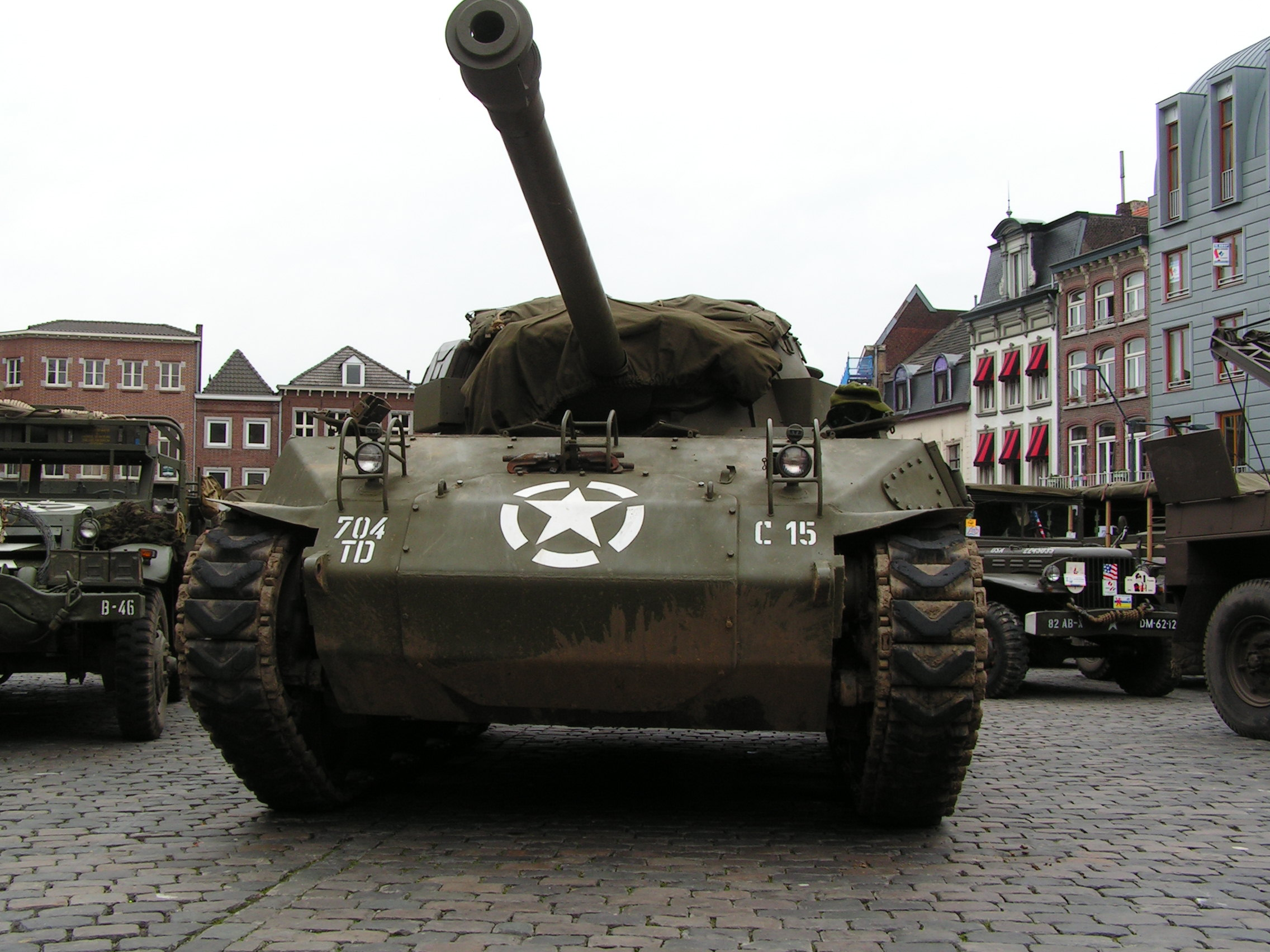
Vue d'un M18 aux Pays-Bas, en 2007

Les principaux inconvénients du M18 (hormis le fait que sa tourelle sans toit rendait son équipage vulnérable aux snipers, éclats d’obus et combats de rue) étaient son faible blindage et son armement un peu juste (les projectiles qu'il tirait ne pouvaient pénétrer le blindage frontal des chars allemands Tigre et Panther qu’à bout portant). La priorité donnée à sa vitesse et sa maniabilité ont conduit à lui conférer ce faible blindage et sa faible puissance de feu. Ce problème fut en partie réglé avec l’apparition des munitions HVAP (Projectiles à perforateur lourd sous calibré en carbure de tungstène). Néanmoins, ces dernières n’étaient disponibles qu’en quantités limitées.
Certes, le M18 était capable de haute vitesse sur route mais son faible blindage rendait réticent les équipages à avancer trop loin dans le champ de bataille. Cependant, la plupart des M18 ont été utilisés efficacement lors d’attaque sur les flancs ou en phase d’encerclement des blindés ennemis, bien moins rapides et maniables.

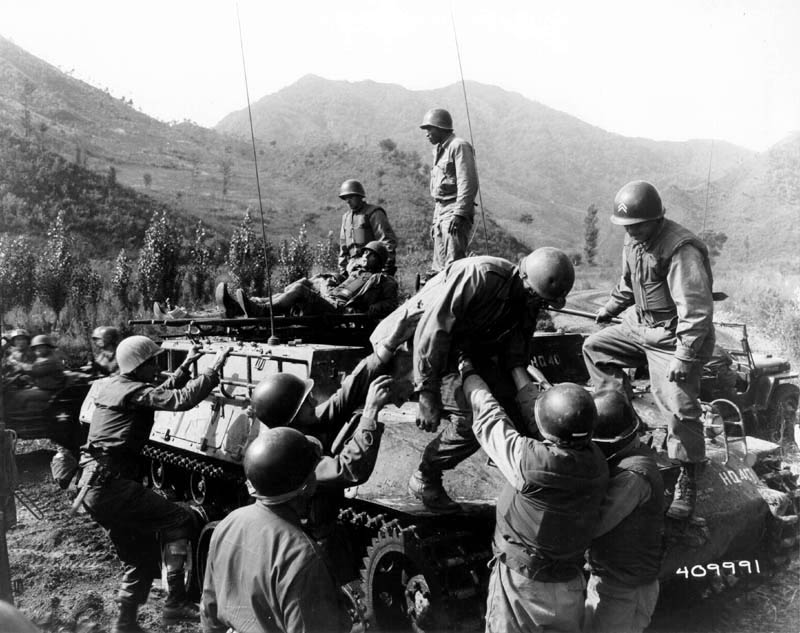
M39 en Corée en 1952.

La production du M18 finit en octobre 1944, et 2 507 unités furent produites. Ils coûtaient chacun 57 500 $ de l’époque. Bien que les unités de chasseurs de chars furent démantelées à la fin de la guerre, des M18 ont continué leur service actif. La plupart de ceux cédés aux pays alliés furent remis à jour par la société Brown&Root dans le nord de l’Italie à la fin des années 1940. Certains M18 modifiés furent aperçus au cours de la guerre en Yougoslavie, utilisés par l’armée serbe au début des années 1990. De même le train blindé Krajina Express a été équipé d'une tourelle de M18.
Il y eut une seule version dérivée du M18 qui a vu vraiment le jour, ce fut le M39 (650 exemplaires) basé sur la version sans tourelle T41.

## Variantes
- Armoured Utility Vehicle T41/M39 – M18 sans tourelle utilisé pour le remorquage, la reconnaissance ou encore le transport de troupe. Il était équipé seulement de la mitrailleuse M2 pour la défense Anti-aérienne et contre l’infanterie.
- Fast Reconnaissance Vehicle T41E1 – basé sur le T41 sans tourelle utilisé pour la reconnaissance.
- Flame Tank T65 - modèle lance-flamme
- 105mm Howitzer Motor Carriage T88 - M18 dont le canon fut remplacé par un obusier T12 de 105 mm, annulé après la fin de la guerre.
- 90mm Canon Motor Gun Carriage - M18 dont la tourelle est remplacé par celle du Char M36 Jackson avec le canon M3 de 90 mm, jamais produit. Il est notamment connu dans plusieurs jeux vidéo sous le nom de "Super Hellcat".
- 76mm Gun Motor Carriage T86 (Amphibie) - M18 avec une coque métallique spéciale afin de le faire flotter.
- 76mm Gun Motor Carriage T86E1 (Amphibie) - T86 équipé d’hélice marine propulsive.
- 105mm Howitzer Motor Carriage T87 (Amphibie) –T86 avec l’armement du T88.

Les trois modèles amphibies furent aussi annulés à la fin de la guerre.

## Pays Utilisateurs
Différents pays ont utilisé le M18, parmi lesquels :
- Allemagne de l'Ouest : Une centaine de ces chars furent fournis par les États-Unis à la Bundeswehr[4],[5].
- États-Unis
- Philippines : Les Philippines possédaient plusieurs Hellcats, ils en employèrent un lors de la guerre de Corée[6].
- Royaume-Uni : 2 M18 furent envoyés au Royaume-Uni pour des tests sous le nom T70 mais ils ne furent pas retenus dans le cadre du Lend-lease[7].
- République de Serbie : L'armée serbe récupéra des M18 Yougoslaves, ils servient lors des guerres de Yougoslavie notamment une tourelle qui fut montée sur le train blindé Krajina Express[4],[8].
- Taïwan[4]
- Union soviétique : 5 M18 furent envoyés à l'URSS pour des tests sous le nom T70 mais ils ne furent pas retenus dans le cadre du Lend-lease[7].
- RFP Yougoslavie : 240 M18 furent fournis à la Yougoslavie par les USA, elle les utilisa au moins jusque dans les années 1990, certains participèrent au combats des guerres de Yougoslavie du côté serbe[4],[8].